# Zoraida karnyi
Zoraida karnyi är en insektsart som beskrevs av Frederick Arthur Godfrey Muir 1926. Zoraida karnyi ingår i släktet Zoraida och familjen Derbidae. Inga underarter finns listade i Catalogue of Life.